# Osservatorio privato Meyer/Obermair
| 9097 Davidschlag    | 14 gennaio 1996   |
| 9119 Georgpeuerbach | 18 febbraio 1998  |
| 175730 Gramastetten | 18 febbraio 1998  |
| 257515 Zapperudi    | 6 febbraio 1997   |
| 276568 Joestübler   | 27 settembre 2003 |

L'osservatorio privato Meyer/Obermair (in tedesco: Privatsternwarte Meyer/Obermair) è un osservatorio astronomico austriaco situato a Davidschlag, frazione di Kirchschlag bei Linz, a 815 m s.l.m.. Il suo codice MPC è 540 Linz.
L'osservatorio venne costruito tra il 1978 e il 1979 dagli astronomi Erich Meyer e Erwin Obermair. Venne inizialmente dotato di un telescopio newtoniano da 30 cm. Nel 1983 la strumentazione venne sostituita con un telescopio Schmidt-Cassegrain da 29 cm. Un ulteriore aggiornamento avvenne nel 1999 quando l'osservatorio adottò un telescopio riflettore da 60 cm con controllo elettronico dei movimenti.
Il Minor Planet Center lo accredita per la scoperta di sei asteroidi effettuate tra il 1996 e il 2005. Inoltre, presso di esso, i due fondatori e altri astronomi hanno scoperto venti asteroidi accreditati a titolo personale.